# W-CDMA
W-CDMA (viết tắt của Wideband Code Division Multiple Access trong tiếng Anh; tiếng Việt gọi là đa truy cập phân mã băng rộng) là một kỹ thuật đa truy cập dùng trong mạng 3G (UMTS và FOMA).
WCDMA dùng công nghệ DS-CDMA băng rộng để có tốc độ cao hơn và hỗ trợ nhiều người dùng hơn mạng 2G. WCDMA hỗ trợ cả hai chế độ song công là TDD và FDD, tuy nhiên chỉ có WCDMA FDD được các hệ thống sử dụng rộng rãi.
WCDMA sử dụng phổ tần 5 MHz. Do đó WCDMA FDD, gồm chiều lên và xuống trong các phổ tần khác nhau, cần 10 MHz để triển khai.
W-CDMA, UMTS-FDD, UTRA-FDD hay IMT-2000 CDMA truyền thẳng nói chung là một cách thức truyền giữa trạm phát và thiết bị sử dụng, nó được tìm ra trong mạng viễn thông thế hệ thứ 3(3G). Nó là nền tảng của dịch vụ NTT-DoCoMo's FOMA ở Nhật và phổ biến nhất là sử dụng thành viên của gia đình UMTS, cũng đôi khi sử dụng như dạng đồng bộ của UMTS. Nó sử dụng phương pháp truy cập theo kênh DS-CDMA và phương pháp song công TDD để đạt được tốc độ cao hơn và hỗ trợ nhiều người dùng hơn so với kênh TDMA đang được sử dụng hiện nay.
Trong khi không có một cải tiến đáng kể nào về mặt tín hiệu, thì nó sử dụng cùng một mạng lõi như 2G GSM để triển khai rộng theo 2 chế độ là GSM/EDGE, với sức mạnh là chia sẻ với các thành viên khác trong gia đình UMTS.